# Gogolin
Gogolinⓘ – miasto w Polsce położone w województwie opolskim, w powiecie krapkowickim, siedziba gminy miejsko-wiejskiej Gogolin. Historycznie leży na Górnym Śląsku, na ziemi strzeleckiej, na Wyżynie Śląskiej.
W latach 1975–1998 miasto administracyjnie należało do województwa opolskiego.
Według danych na 1 stycznia 2024 r. miasto było zamieszkane przez 6418 osób.

## Geografia

### Położenie
Miasto jest położone w południowo-zachodniej Polsce, w województwie opolskim, około 25 km od granicy z Czechami, na krawędzi Wyżyny Śląskiej, przy granicy gminy Gogolin z gminą Krapkowice. Centralna cześć Gogolina położona jest na wysokości 175 m n.p.m. Najwyższym wzniesieniem w pobliżu miasta jest Zakrzowska Szpica (256 m n.p.m.). Miasto i jego bezpośrednie okolice leżą się na wapieniach triasu (formacja gogolińska), które były wydobywane w kilku kamieniołomach zachowanych częściowo do dziś, choć już nieczynnych, podobnie jak zespół starych pieców wapienniczych. Według danych z 1 stycznia 2010 powierzchnia miasta wynosiła 20,35 km².

### Środowisko naturalne
Średnia temperatura roczna wynosi +8,4 °C. Pokrywa śnieżna występuje od grudnia do kwietnia. Duże zróżnicowanie dotyczy termicznych pór roku. Średnie roczne opady atmosferyczne w rejonie Gogolina wynoszą 626 mm dominują wiatry zachodnie.

### Podział miasta
Według Krajowego Rejestru Urzędowego Podziału Terytorialnego Kraju częściami Gogolina są:
- Bagno
- Cło
- Filownia
- Karłubiec
- Kocina
- Leopold
- Maszyny
- Podbór
- Strzebniów
- Wajchy
- Wygoda

## Nazwa
Nie jest pewne pochodzenie nazwy Gogolin. Według jednej z hipotez wyprowadza się ją od nazwy osobowej Gogoła. Według drugiej pochodzi ona od żyjących niegdyś na okolicznych stawach kaczek zwanych gogołami lub od tak nazwanych niedojrzałych owoców. Według lokalnej tradycji nazwa miejscowości pochodzi od polskiej nazwy rośliny należącej do rodziny różowatych – głogu (Crataegus L.), podobnie jak pobliski Głogówek.
W alfabetycznym spisie miejscowości na terenie prowincji śląskiej wydanym w 1830 roku we Wrocławiu przez Johanna Knie wymienione jako Gogollin i Gogolin.

## Historia

### Prehistoria
Ślady pobytu człowieka na terenie obecnego miasta Gogolin, potwierdzone badaniami archeologicznymi, sięgają epoki neolitu. Potwierdziły to znalezione fragmenty ceramiki i toporki pochodzące z tych czasów. Znaleziono również liczne przedmioty z epoki brązu, a w Strzebniowie odkryto cmentarzysko kultury łużyckiej z IX-VII wieku przed naszą erą.

### Średniowiecze
Miasto wzmiankowane po raz pierwszy w łacińskim dokumencie biskupa wrocławskiego Wawrzyńca z 1223 roku gdzie zanotowane zostało w formie Gogolino. Gogolin położony był wzdłuż traktu, który łączył Prudnik ze Strzelcami Opolskimi, gdzie dochodził do szlaku z Wrocławia do Krakowa.
W II połowie XIII wieku Poltek z Szybowic, ówczesny właściciel Gogolina, przekazał miejscowość klasztorowi cystersów w Jemielnicy. Po śmierci Poltka ok. 1299, jego synowie Jaksa i Teodoryk odzyskali dobra. Dokument papieża Bonifacego VIII wydany 16 lutego 1302 wymienia Gogolin jako „de Ghogolyn”. Ze względu na rolniczy charakter wsi, jej patronem został św. Urban I. Podstawą utrzymania mieszkańców była uprawa ziemi. W 1385 domagali się oni zmniejszenia dziesięciny. W 1417 na Uniwersytet Jagielloński został przyjęty pierwszy student z Gogolina – Dobeslaus de Gogolina.

### XVI–XX wiek

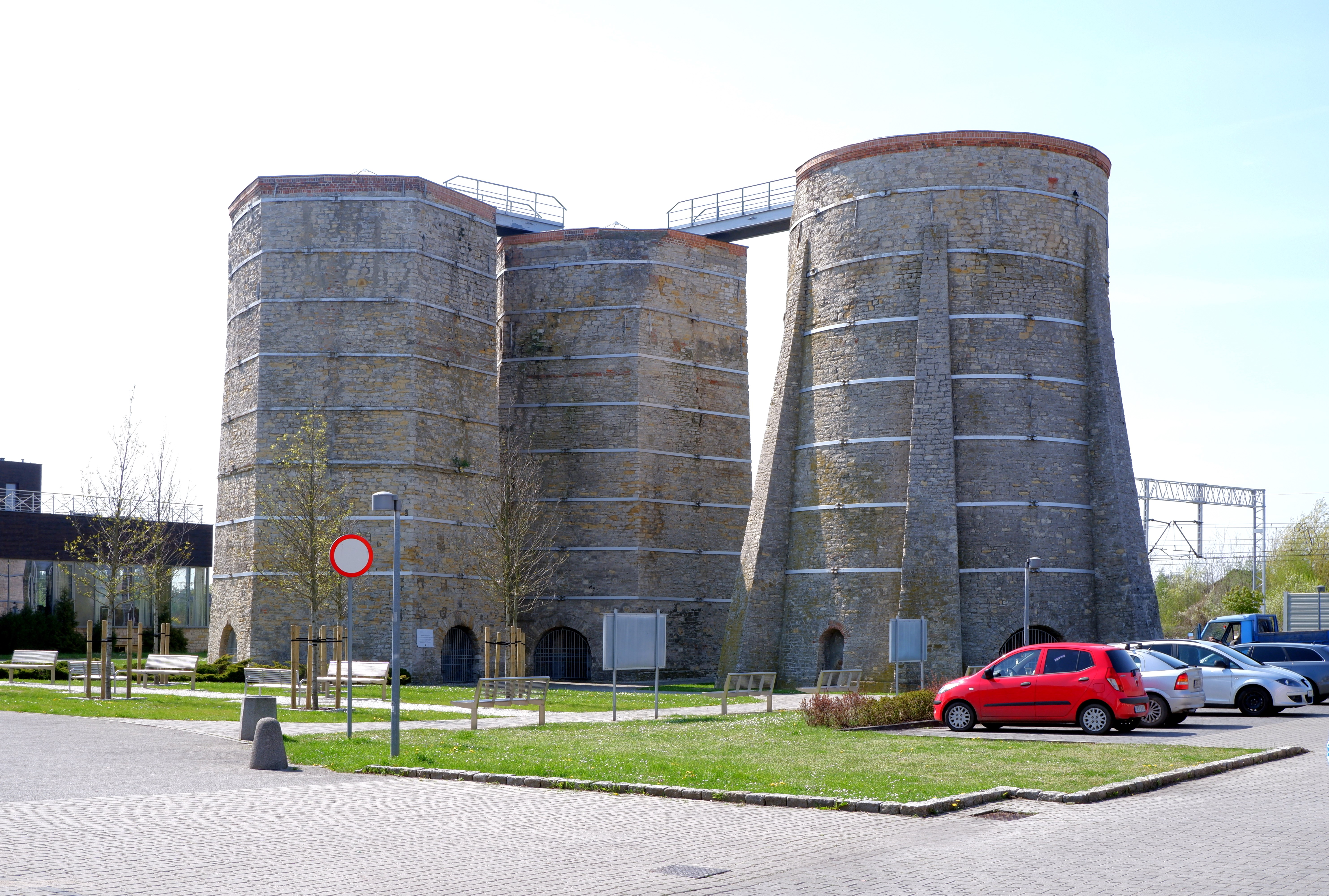
Wapienniki Dombrovsky'ego w Gogolinie

Od 1634 do 1852 Gogolin razem ze Strzebniowem należał do rodu von Gaschin z Żyrowej. W 1783 liczył 312 mieszkańców. Rozwój ekonomiczny miejscowości rozpoczął się na początku XIX wieku, kiedy to na skalę przemysłową zaczęto eksploatować miejscowe złoża wapienia i zaczęły powstawać wapienniki. W 1845 było ich 46, a w 1864 już 29. Były one zastępowane przez nowocześniejsze zakłady.
Do rozwoju przyczyniło się też oddanie do eksploatacji linii kolejowej Opole-Kędzierzyn w 1845. W 1895 firma Lenz & Co, lokalne samorządy, właściciele papierni w Krapkowicach oraz majątków ziemskich zawiązali spółkę Kolej Prudnicko-Gogolińska z siedzibą w Prudniku, której celem stała się budowa drugorzędnej, normalnotorowej linii lokalnej z Prudnika do Gogolina. Linia została oddana do użytku w 1896.
W 1899 w Gogolinie przez Zakon Sióstr Boromeuszek został zbudowany szpital. W latach 1899–1901 wybudowano kościół pw. Najświętszego Serca Pana Jezusa. Był to kościół filialny należący do parafii w Otmęcie, a następnie został samodzielną parafią obejmująca Gogolin. W latach 1908–1909 zbudowano kościół ewangelicko-augsburski.

### Dwudziestolecie międzywojenne

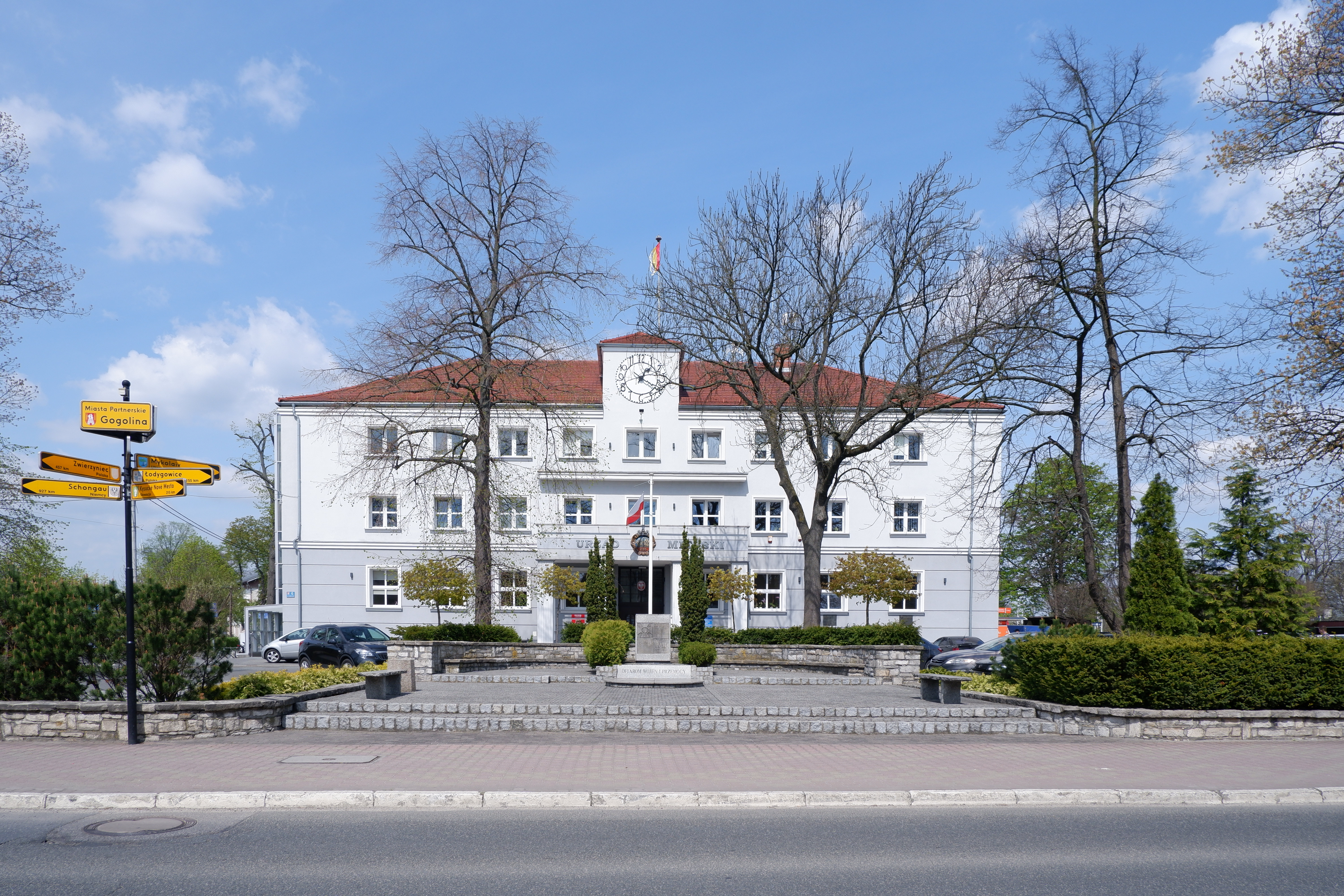
Budynek urzędu miasta

Od 1919 Gogolin należał do nowo utworzonej prowincji Górny Śląsk. Prowincja została zlikwidowana w 1938, a 18 stycznia 1941 utworzono ją ponownie.
W 1910 roku 2200 mieszkańców (łącznie ze Strzebniowem) mówiło w języku polskim, 132 w językach polskim i niemieckim, natomiast 965 osób posługiwało się jedynie językiem niemieckim. W wyborach komunalnych w listopadzie 1919 roku 636 głosów oddano na kandydatów z list polskich, co pozwoliło im zdobyć 13 z 18 mandatów. Podczas plebiscytu w 1921 roku w miejscowości uprawnionych do głosowania było 2271 mieszkańców (w tym 560 emigrantów). Za Polską głosowało 955 osób, za Niemcami 1262 osoby. W 1919 r. mieszkańcy założyli tu gniazdo Towarzystwa Gimnastycznego „Sokół”, a także oddział Polskiej Organizacji Wojskowej Górnego Śląska.
Podczas III powstania śląskiego 7 maja 1921 Podgrupa „Bogdan”, do której należeli powstańcy z pow. strzeleckiego, toszeckiego, kozielskiego, prudnickiego, rozpoczęła natarcie na Gogolin, w którym przejściowo opanowano dworzec kolejowy. 14 maja powstańcy odparli atak niemiecki. Tego dnia oraz 17 maja, w Strzebniowie, czasowo zajętym przez Selbstschutz Oberschlesien, doszło do masakry 7 wziętych do niewoli powstańców oraz 18 cywilów. Zbrodni tej dokonał  batalion szturmowy „Heinz”, dowodzony przez Karla G.O. Hauensteina. Wycofując się ze wsi SSOS zabrał ze sobą kilka osób spośród ludności cywilnej, które następnie rozstrzelał w Gogolinie. Zginęli wówczas Mitula z Jasionej, Polaczek z Gogolina oraz działacz polski Gabriel Szampera ojciec Konrada Szampery dowódcy kompanii w baonie Jana Dziewora Podgrupy „Bogdan”. Rozkaz z 17 maja nakazał oddziałom powstańczym wycofać się z Gogolina. 21 maja w jego rejonie rozwinęło się potężne natarcie w kierunku Góry św. Anny prowadzone przez krapkowicki związek taktyczny z Grupy „Południe” („Süd”) pod dowództwem gen. Bernharda von Hülsena. Próba powstańczego kontrnatarcia została powstrzymana 23 maja pod Dąbrówką. Pod koniec maja 1921 za propolskie sympatie rozstrzelano 19 mieszkańców Gogolina. Po podziale Górnego Śląska wskutek szykan i represji popowstaniowych wyemigrowało do Polski około 300 mieszkańców Gogolina.

Ze Strzebinowa Gogolin widać jak na dłoni. (...) 
Leżę w wyłomie muru otaczającego ogród folwarku Strzebinów i pruję krótkimi seriami z ckm w odrywające się od zabudowań Gogolina grupki szarych postaci. Kompanijny Kocima, stary kolejarz z Ligoty pod Katowicami, bada lunetą przedpole i wskazuje mi cele. Serie moje są, widać, skuteczne, bo impet natarcia od Gogolina jakby osłabł. W każdym razie leżące na naszym przedpolu grupki nie wykazują chęci ruszenia naprzód. Ożywiony ruch panuje natomiast po lewej stronie. Z opłotków Gogolina wyskakują raz po raz postacie w stalowych hełmach i kryjąc się za nasypem kolejowym, pędzą w kierunku południowym. Próbuje sięgnąć ich z mego ckm, ale za daleko. 
Wygląda na to, że chcą wyprzeć nas ze wzgórza Wygoda i oskrzydlić baon Krügera-Krukowskiego w Obrowcu. Fakt, że na naszym bezpośrednim przedpolu natarcie prawie zupełnie zamarło, zdaje się potwierdzać takie przypuszczenie. Również od północy słychać nieustanną strzelaninę. To lewe skrzydło podgrupy „Bogdan” toczy ciężką walkę z nieprzyjacielem.
Nie mogę niestety dojrzeć, co się po północnej stronie szosy prowadzącej z Gogolina do Strzelec dzieje. Walczy tam rekrutujący się przeważnie z miejscowych powstańców baon Jędrysika-Walensteina. To bardzo dzielny dowódca. Pochodzi z pobliskiego Wielkiego Kamienia, jeden z nielicznych Górnoślązaków, którego droga prowadziła przez legiony Piłsudskiego. Nie ulega najmniejszej wątpliwości, że ta jednostka powstańcza bić się będzie do ostatka, żeby zagrodzić Niemcom drogę do rodzimych wsi.
Napływające meldunki patroli z godziny na godzinę stają się coraz bardziej niepokojące. Niemcom udało się wbić klin w nasze pozycje między Wygodą i Obrowcem. W oddziałach brak amunicji. Niebezpieczeństwo okrążenia wzrasta.
Z ciężkim sercem decydujemy się w ostatniej chwili na wycofanie się do Zakrzowa. Tutaj kompania zajmuje nowe pozycje obronne.

W 1926 miejscowość otrzymała oświetlenie elektryczne, a w 1930 ukończono budowę Urzędu Miasta. W latach 1934–1935 zbudowano urządzenia wodociągowe.

### II wojna światowa
Od jesieni 1940 r. w Gogolinie funkcjonował obóz pracy przymusowej jako jeden z 16 obozów, które powstały na Śląsku Opolskim wzdłuż budowanej autostrady Wrocław – Katowice (Reichsautobahn, RAB 29). Początkowo w obozie umieszczono polskich robotników przymusowych pochodzących z ziem wcielonych do Niemiec. Od jesieni 1940 r. na ich miejsce zaczęto masowo przywozić grupy robotników żydowskich z gett w Będzinie, Sosnowcu i Czeladzi. Obóz nazywano: Reichsautobahnlager, Judenlager albo Judenlager-Arbeitslager, a w późniejszym okresie – Zwangsarbeitslager (ZAL). Obóz znajdował się na obrzeżach miejscowości, przy dzisiejszym budynku liceum ogólnokształcącego. Składał się z czterech baraków otoczonych wysokim płotem z drutu kolczastego. Chorych, wycieńczonych i niezdolnych do dalszej pracy odsyłano do gett w Będzinie i Sosnowcu. Ofiary obozu chowano w zbiorowej mogile na terenie tutejszego cmentarza żydowskiego. Likwidacja obozu nastąpiła w 1944 r. Chorych i niezdolnych do pracy wysłano do obozu koncentracyjnego i ośrodka zagłady Auschwitz-Birkenau, a zdolnych do pracy przewieziono do obozu pracy Arbeitslager Blechhammer, w Sławięcicach, jednej z dzielnic Kędzierzyna-Koźla. 
W styczniu 1945 urząd pocztowy w Gogolinie władze III Rzeszy ewakuowały do Prudnika. Podczas nalotu na Gogolin został zniszczony budynek ekspozytury pocztowej.
Zdobycie Gogolina 23 marca 1945 przez czewonoarmistów z 4 Gwardyjskiej Armii Pancernej 1 Frontu Ukraińskiego, pozwoliło na włączenie miejscowości w granice Polski Ludowej po rozgromieniu reżimu III Rzeszy.

### Czasy współczesne

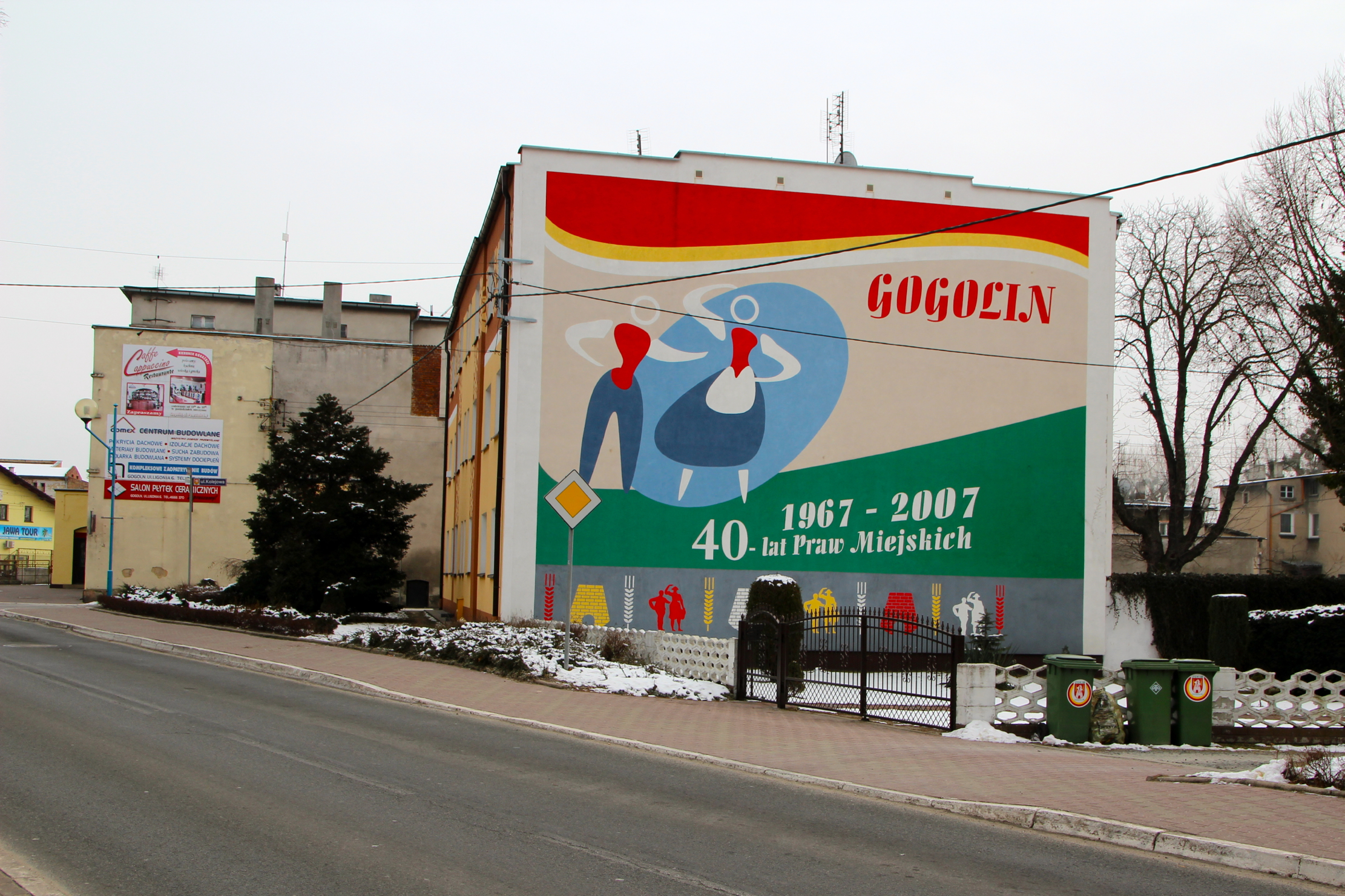
Malowidło upamiętniające 40. rocznicę nadania Gogolinowi praw miejskich

Od 1 grudnia 1945 do 28 września 1954 siedziba gminy Gogolin I i Gogolin II. 15 kwietnia 1945 polska administracja reaktywowała urząd pocztowy w Gogolinie (w styczniu ewakuowany do Prudnika). W 1948 otwarto w Gogolinie liceum ogólnokształcące.
Od 1950 Gogolin leży w granicach województwa opolskiego, przy czym były to trzy różne jednostki administracyjne funkcjonujące w latach 1950–1975, 1975–1998 oraz współczesne od 1999.
1 stycznia 1958 Gogolin otrzymał prawa osiedla, a 1 stycznia 1967 prawa miejskie.
Od 1987 Gogolin posiada własny herb.

## Demografia
Według danych GUS z 31 grudnia 2019, Gogolin miał 6734 mieszkańców (19. miejsce w województwie opolskim i 500. w Polsce), powierzchnię 20,35 km² (11. miejsce w województwie opolskim i 289. miejsce w Polsce) i gęstość zaludnienia 327,3 os./km².
Mieszkańcy Gogolina stanowią około 10,56% populacji powiatu krapkowickiego, co stanowi 0,68% populacji województwa opolskiego.
| Opis                              | Ogółem | Ogółem | Kobiety | Kobiety | Mężczyźni | Mężczyźni |
| --------------------------------- | ------ | ------ | ------- | ------- | --------- | --------- |
| jednostka                         | osób   | %      | osób    | %       | osób      | %         |
| populacja                         | 6734   | 100    | 3501    | 52      | 3233      | 48        |
| gęstość zaludnienia (mieszk./km²) | 327,3  | 327,3  | 170,3   | 170,3   | 157       | 157       |

### Liczba mieszkańców miasta
1783 – 312
1830 – 515
1844 – 790
1855 – 1362 
1861 – 1533 
1885 – 2789
1900 – 3218
1910 – 3280
1933 – 4132
1939 – 5073
1980 – 6000
1995 – 6635
1996 – 6648
1997 – 6702
1998 – 6769
1999 – 6443
2000 – 6383
2001 – 6311
2002 – 6208
2003 – 6120
2004 – 6116
2005 – 6045
2006 – 6084
2007 – 6089
2008 – 6047
2009 – 6127
2010 – 6147
2011 – 6509
2012 – 6512
2013 – 6538
2014 – 6529
2015 – 6564
2016 – 6592
2017 – 6640
2018 – 6661
2019 – 6734
Piramida wieku mieszkańców Gogolina w 2014 roku

## Zabytki
Do wojewódzkiego rejestru zabytków wpisane są:
- cmentarz żydowski, ul. Wyzwolenia, z 1852 r. – XIX w.,
- zbiorowa mogiła powstańców śląskich, na cmentarzu katolickim,
- 3 piece szybowe do wypału wapna, ul. Strzelecka, 1874.

Inne zabytki:
- kościół ewangelicko-augsburski, z 1908–1909 r.

## Transport

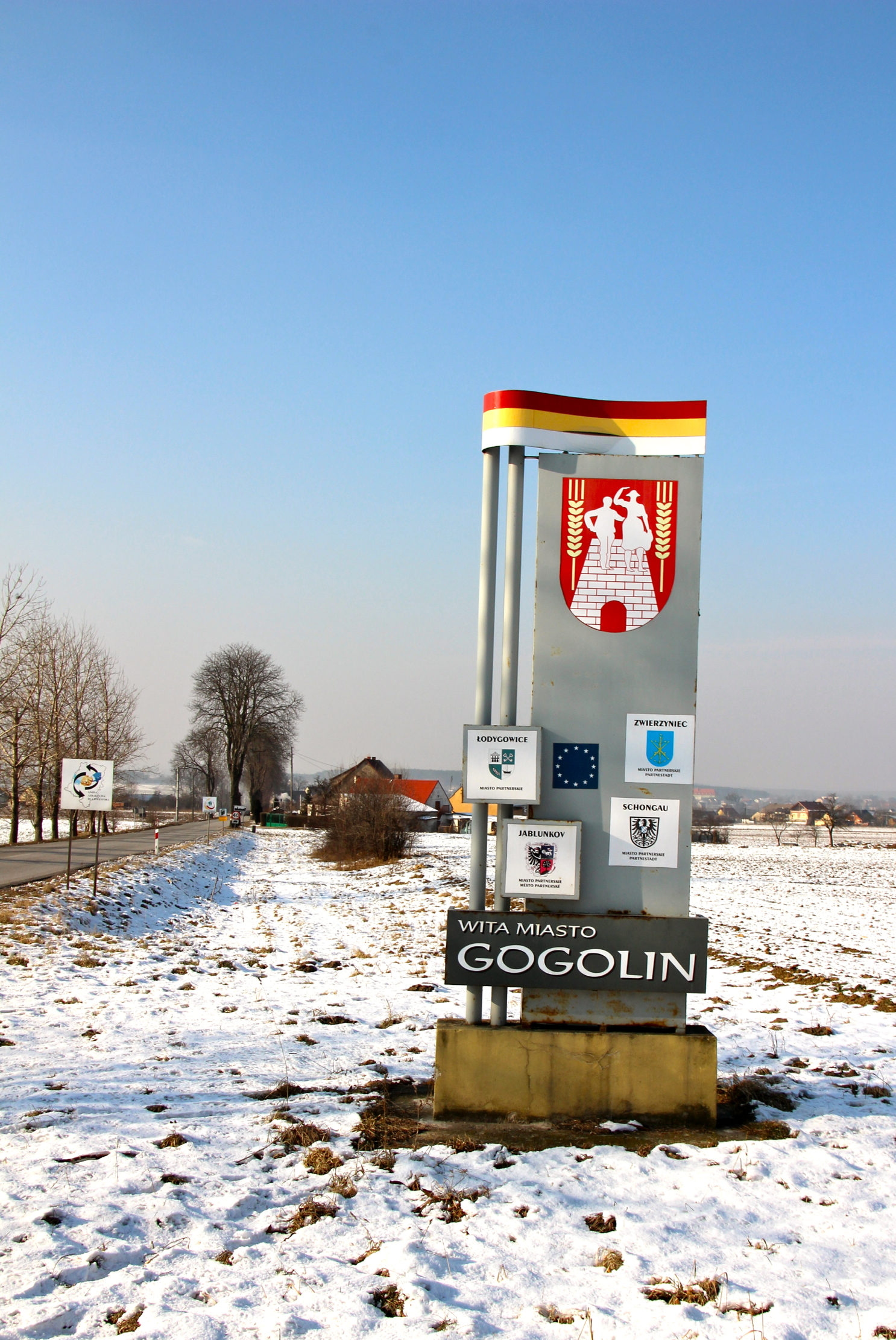
Tablica powitalna przy wjeździe do Gogolina

Przez Gogolin przebiega droga krajowa:
- A4E40  granica państwa z Niemcami – granica państwa z Ukrainą

Sieć uzupełniają drogi wojewódzkie:
- 409 Dębina – Gogolin – Strzelce Opolskie
- 423 Opole – Gogolin – Zdzieszowice – Kędzierzyn-Koźle
- 424 Odrowąż – Gogolin

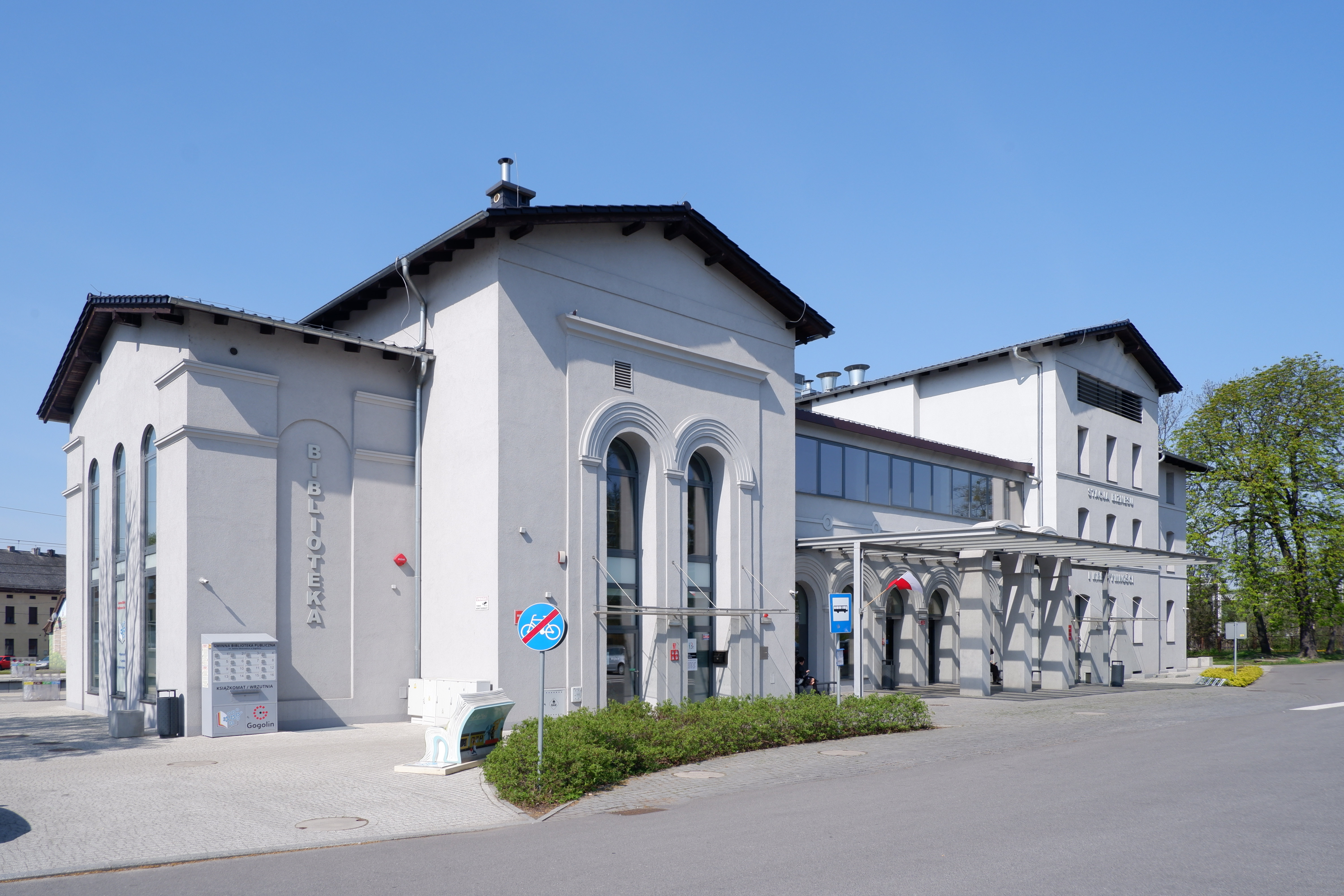
Dworzec kolejowy

W 1895 firma Lenz & Co, lokalne samorządy, właściciele papierni w Krapkowicach oraz majątków ziemskich zawiązali spółkę Kolej Prudnicko-Gogolińska z siedzibą w Prudniku, której celem stała się budowa drugorzędnej, normalnotorowej linii lokalnej z Prudnika do Gogolina, na stacjach końcowych stycznej z istniejącymi już w tym czasie liniami państwowymi. Pierwszy odcinek – z Prudnika do Białej Prudnickiej – oddano dla ruchu towarowego 22 października 1896, a już 4 grudnia 1896 oddano do użytku całą linię z Prudnika do Gogolina, zarówno dla ruchu towarowego, jak i osobowego. 28 listopada 2005 w związku z pogarszającym się stanem torów oraz kradzieżami szyn linia została całkowicie zamknięta i wykreślona z wykazu D29.
3 sierpnia 2016 roku zmodernizowana przed czasem linia kolejowa relacji Prudnik–Krapkowice (docelowo do Gogolina) została oddana do użytku. Tory miały być wykorzystywane do celów wojskowych (dojazd do Centralnej Składnicy Materiałów Wybuchowych pod Krapkowicami); planowano corocznie dwa przejazdy kontrolne. Poza tym z torowiska będą mogły korzystać prywatne firmy, takie jak Metsä Tissue, która prowadzi w Krapkowicach zakład papierniczy. Szybkość pociągów na tym odcinku będzie mogła wynosić 40 km/h. Nie jest przewidywana reaktywacja ruchu pasażerskiego.
| Gogolin                                        |  |                                      |
| Linia 136. Kędzierzyn-Koźle – Opole Groszowice |  |                                      |
| Górażdżeodległość: 4,254 km                    |  | Jasiona odległość: 5,631 km          |
| Linia nr 306 Gogolin – Prudnik                 |  |                                      |
|                                                |  | Krapkowice Otmęt odległość: 4,600 km |

## Kultura

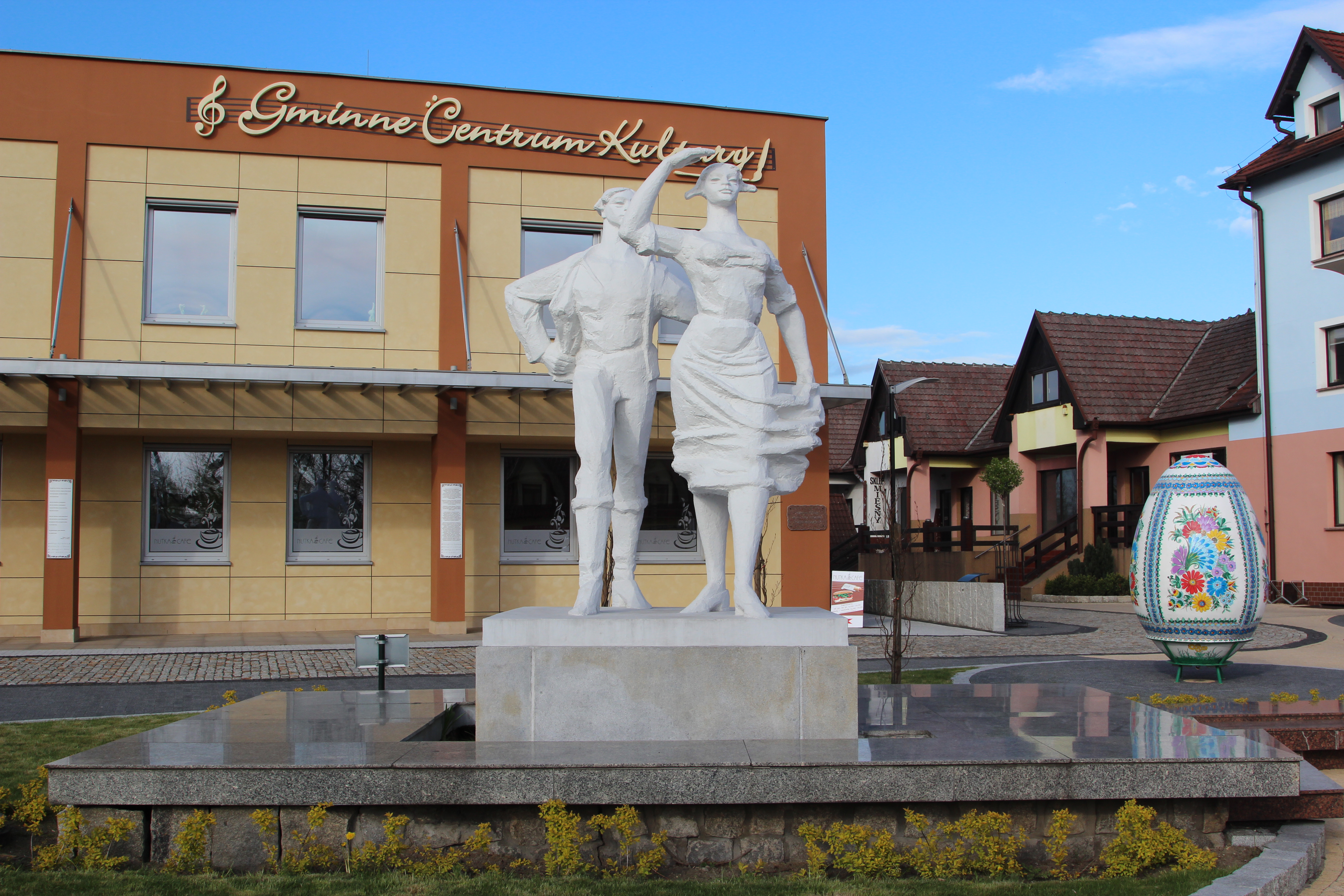
Pomnik Karolinki i Gminne Centrum Kultury

Gogolin jest znany m.in. z pieśni ludowej Poszła Karolinka do Gogolina, wykonywanej m.in. przez Zespół Pieśni i Tańca „Śląsk”. Do pieśni tej nawiązuje także herb miasta. W dniu 28 maja 1967 przed gmachem Gminnego Centrum Kultury dokonano uroczystego odsłonięcia pomnika Karolinki.

## Media lokalne

### Prasa
- Tygodnik Krapkowicki

### Telewizja
- TV Krapkowice

### Portale
- tygodnik-krapkowicki.pl[41]
- nowinykrapkowickie.pl[42]

## Religia

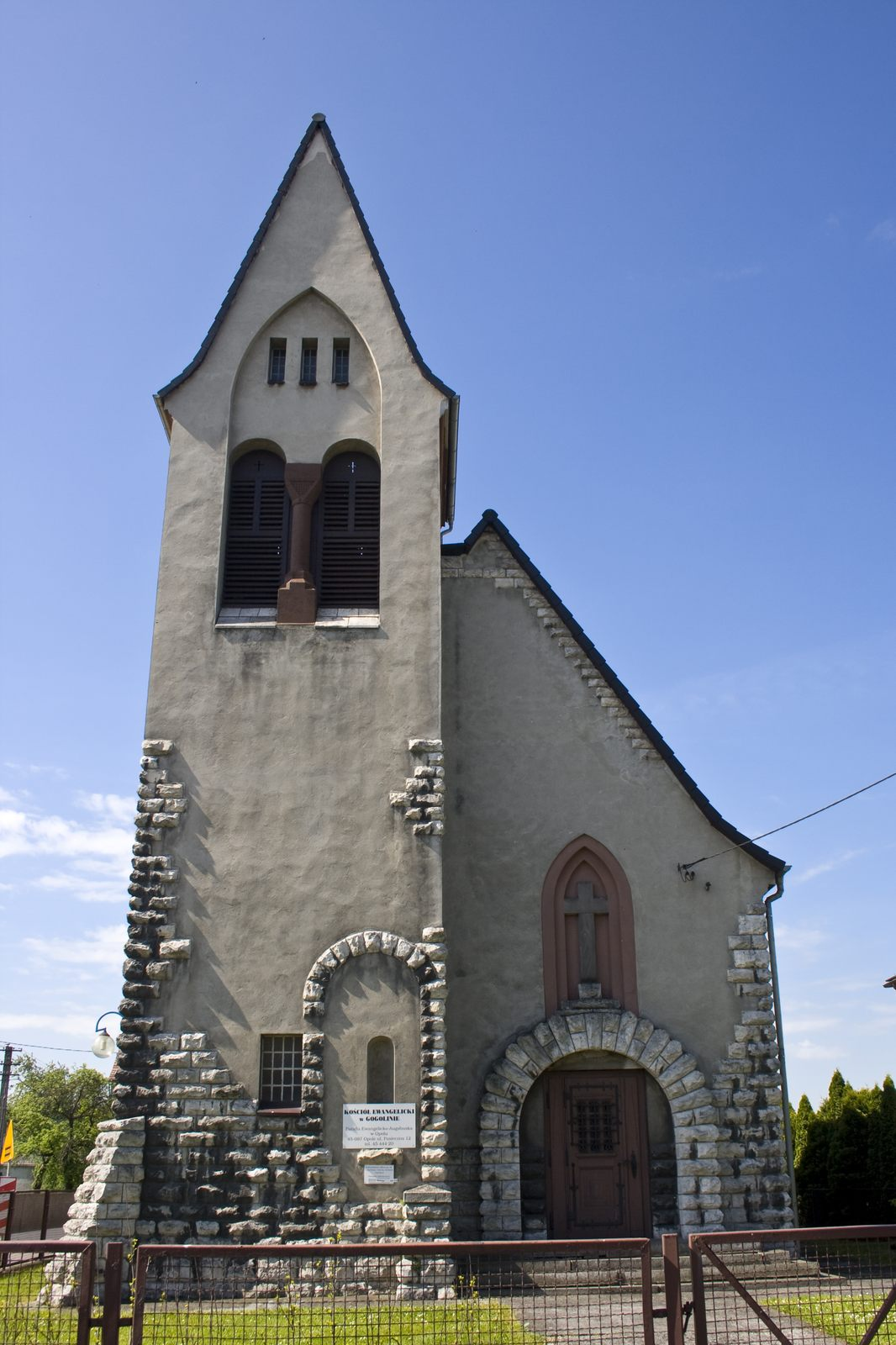
Kościół ewangelicko-augsburski

Katolickim patronem miasta jest św. Urban I.

### Wspólnoty wyznaniowe

#### Kościół rzymskokatolicki
- parafia Najświętszego Serca Pana Jezusa (ul. Strzelecka 30)
  - kościół Najświętszego Serca Pana Jezusa (ul. Strzelecka 30)
- parafia św. Anny i św. Joachima (ul. Krapkowicka 102)
  - kościół św. Anny i św. Joachima (ul. Krapkowicka 102)

##### Kościół Ewangelicko-Augsburski w RP
- kościół ewangelicko-augsburski (filia parafii w Opolu, ul. Kościelna 3)

### Cmentarze
- Cmentarz parafialny (ul. Szpitalna)
- Cmentarz (ul. Kasztanowa 94)
- Cmentarz żydowski (ul. Wyzwolenia 10-18)

## Współpraca międzynarodowa
| Miasto             | Kraj     | Data podpisania umowy |
| ------------------ | -------- | --------------------- |
| Schongau           | Niemcy   | 1996                  |
| Jabłonków          | Czechy   | 1998                  |
| Łodygowice         | Polska   | 2003                  |
| Zwierzyniec        | Polska   | 2007                  |
| Mikołajów          | Ukraina  | 2013                  |
| Kysucké Nové Mesto | Słowacja | 2014                  |